# Rue Paul-Séjourné
La rue Paul-Séjourné est une voie du 6e arrondissement de Paris, en France.

## Situation et accès
La rue Paul-Séjourné est une voie publique située dans le 6e arrondissement de Paris. Elle débute au 82, rue Notre-Dame-des-Champs et se termine au 129, boulevard du Montparnasse.

## Origine du nom
Elle porte le nom de Paul Séjourné (1851-1939), inspecteur général des Ponts et Chaussées, membre de l'Institut, qui a longtemps demeuré dans cette voie.

## Historique
Cette rue ouverte en 1902 sous le nom de « rue René-Pauline » est classée dans la voirie parisienne par un arrêté du 9 juin 1931 et prend sa dénomination actuelle par un arrêté du 4 février 1953.